# Джорджиан-Бей
Джо́рджиан-Бей (англ. Georgian Bay) — залив озера Гурон, расположенный в провинции Онтарио в Канаде.

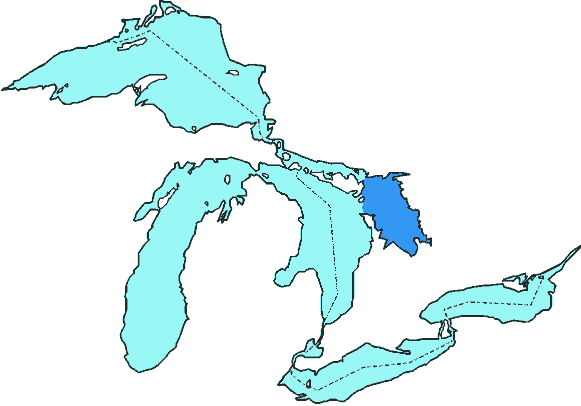
Джорджиан-Бей на карте Великих озёр (выделен тёмно-синим)

Основная часть залива лежит к востоку от полуострова Брюса. Джорджиан-Бей протянулся на 320 километров в длину и 80 км в ширину. Он охватывает площадь в более чем 15 000 км², что делает его почти таким же большим как озеро Онтарио. В заливе имеется множество островов.
Населённые пункты на берегах озера: Пенетангуишин, Оуэн-Саунд, Парри-Саунд.
С восточной стороны в залив впадает река Мун из озера Мускока.